# Bédier - Lachmann
Bédier - Lachmann duidt op twee verschillende filologische methodes die gebruikt worden in de tekstkritiek op handschriften, respectievelijk enerzijds door Joseph Bédier en anderzijds door Karl Lachmann ontworpen. 

## Algemeen
Handschriften kunnen ons soms in verminkte vorm, onvolledig, overgeleverd zijn. Hier zal de historische wetenschap door middel van het zogenaamde tekstherstel trachtten de originele tekst in een zo oorspronkelijk mogelijke vorm te reconstrueren. Deze opdracht is eenvoudig wanneer het origineel voorhanden is. Deze tekst geldt dan als meest oorspronkelijke vorm. Om op zoek te gaan naar de geschiedenis van de tekst in een handschrift gebruikt de historicus een stemma. Echter wanneer het handschrift ons enkel in afschriften is overgeleverd, gaan we ons bedienen van ofwel de methode-Bédier ofwel de methode-Lachmann. Men kan ook opteren voor een voorzichtige mengvorm van beide.

## Methode-Bédier
Hier neemt kiest men één prototype handschrift (d.i. de stamvader van een groep handschriften) en men gaat de alternatieve lezingen van de andere handschriften vermelden in voetnoten. De keuze van dat handschrift wordt bepaald door de historicus die moet oordelen welke van alle beschikbare handschriften het dichtst bij het origineel zou hebben aangesloten.

## Methode-Lachmann
In deze methode zal de historicus trachten alle handschriften te laten samensmelten. Hij zal proberen bij elke variante lezing een redelijke keuze te maken met de bedoeling zo dicht mogelijk het origineel te benaderen. Het resultaat zal hier dan een nieuwe tekst zijn die in theorie zou moeten overeenkomen met het origineel.